# The Waiting Soul
The Waiting Soul er en amerikansk stumfilm fra 1917 af Burton L. King.

## Medvirkende
- Olga Petrova som Grace Vaughan
- Mahlon Hamilton som Stuart Brinsley
- Mathilde Brundage som Mrs. Brinsley
- Wyndham Standing som Dudley Kent
- Lettie Ford som Mrs. Hargrove